# Baltic Max Feeder

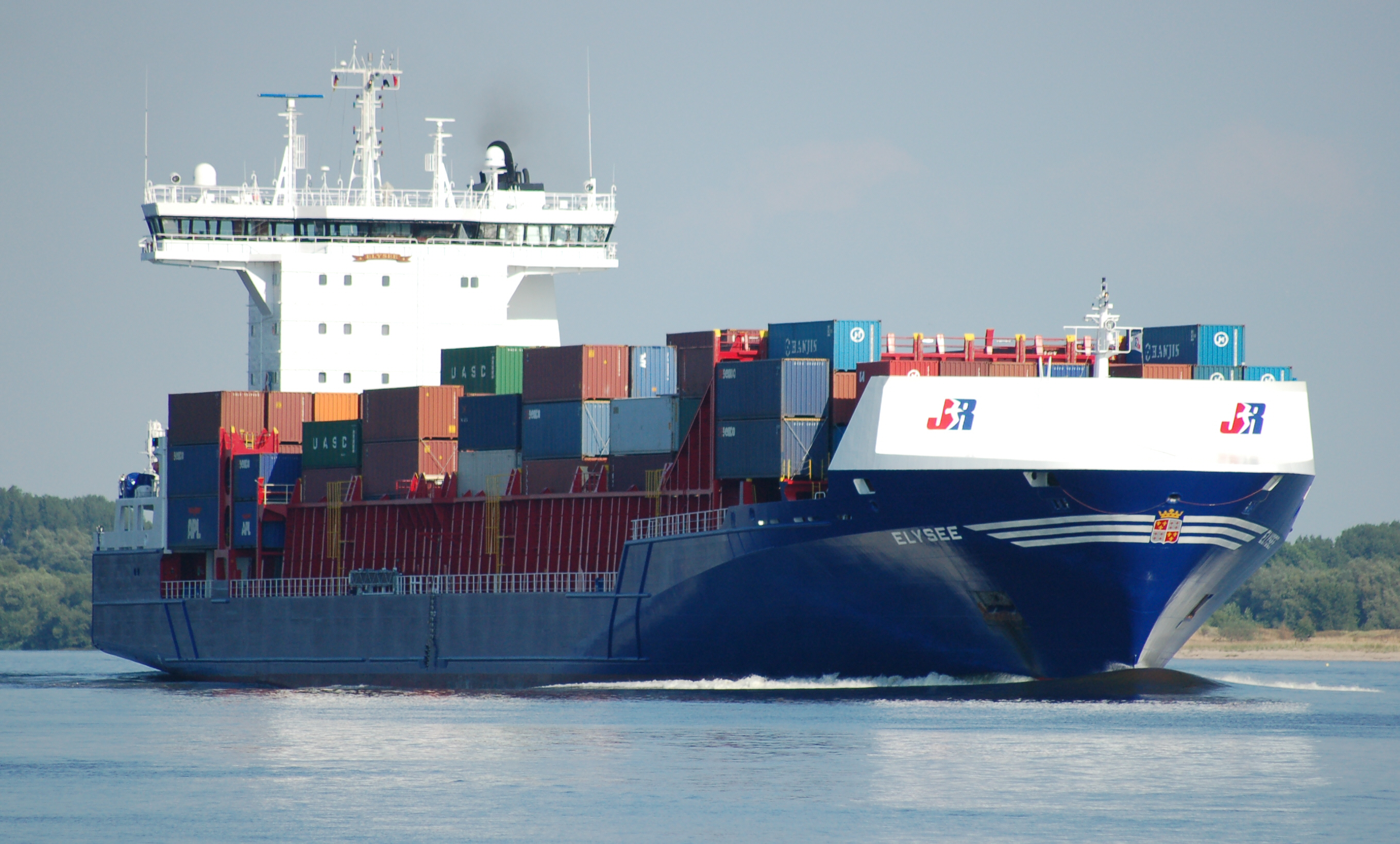
Elysee, das letzte Baumuster des Typs 178

Baltic Max Feeder ist eine Größenangabe für Feederschiffe und bezeichnet die größten zu den Seehäfen in der Ostsee eingesetzten Containerschiffe, die etwa 1400 Standardcontainer (TEU) aufnehmen können. Der Sietas Typ 178 wurde beispielsweise als Baltic-Max-Feeder-Schiffstyp entwickelt.